# Patrick Addai

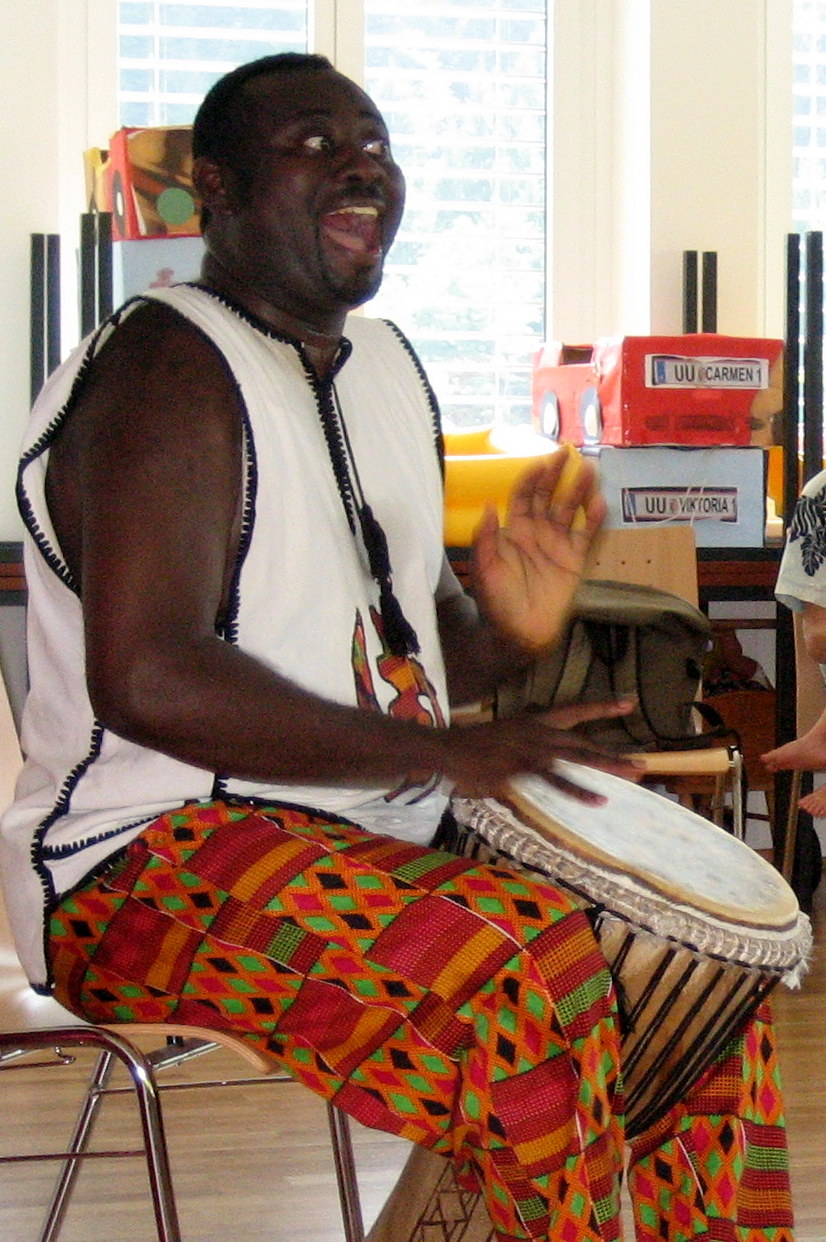
Patrick Addai (2006)

Patrick K. Addai (* 1969 in Accra, Ghana) ist ein ghanaischer Kinderbuchautor und Schauspieler.

## Leben
Addai studierte zunächst Volkswirtschaft in Linz sowie Soziologie und Politikwissenschaft in Salzburg, kam dann aber ans Theater des Kindes in Linz, wo er einige Jahre als Schauspieler tätig war. Über Schul- und Kindergartenbesuche, auf denen er als Kulturreferent Geschichten aus seiner afrikanischen Heimat erzählte, kam er zum Schreiben. Auch seine Bücher enthalten Geschichten aus Afrika und sollen afrikanischen Kultur in Europa bekannt machen. Addai erwarb einen Master in Kulturmanagement der Universität Wien.
Addai engagiert sich als Kulturbotschafter für die Welthungerhilfe. Alle seine Bücher sind im Verlag Adinkra erschienen. Er lebt in Leonding bei Linz.

## Schauspieler im Theater des Kindes Linz
- 1994 Robinson sucht Crusoe
- 1995 Schlaftänzer
- 1996 Das Geheimnis im Spiegel
- 1997 Mister Bat Meisterstück von Christine Nöstlinger
- 1998 Abenteuer Don Quijote

## Theater in der Drachengasse Wien
- 2004 Fremde von Joshua Sobol

## Werke
- Die Großmutter übernimmt das Fernsehen, 1999, ISBN 3-9501083-0-0
- „Ich habe den Menschen gerne“, sagte der Hund. Takashis Abenteuer mit dem Zweibeiner, 2001, ISBN 3-9501083-1-9
- Der alte Mann und die geheimnisvolle Rauchsäule, 2003, ISBN 3-9501083-2-7
- Der Jäger und der Hase. Ein Hasenpo voll Gold, 2005, ISBN 3-9501083-3-5
- Das Schnarchen der Ungeheuer. Sasabonsam, 2006, ISBN 3-9501083-4-3
- Kofi. Das afrikanische Kind, 2007, ISBN 3-9501083-5-1
- Worte sind schön, aber Hühner legen Eier. Sprichwörter, Geschichten und Mythen aus Ghana, 2007, ISBN 3-9501083-7-8
- Die Affendiebe aus Timbuktu, 2009, ISBN 3-9501083-8-6
- Kalebasse voller Weisheit, 2015, ISBN 978-3-9519852-4-4
- Die Affendiebe aus Timbuktu, 2013, ISBN 97839501083-8-5
- Soll ich einen Elefanten heiraten, fragte der Frosch, ISBN 978-3-9519852-0-6
- Sprich endlich mit mir, Esel!, 2019, ISBN 978-3-9519852-6-8
- Happy birthday, Nelson Mandela, ISBN 978-3-9501083-9-2
- Ein Adler bleibt immer ein Adler, ISBN 978-3-9501083-2-3
- Kalebasa Pelna Madrosci (Polnisch), ISBN 978-83-943406-3-6
- Measuring Supply Chain Performance, Management Handbuch für Studenten, ISBN 978-3-659-86644-9
- ` Die Komödienschildkröte-Verschiedene Farben, ein Volk- 2025

## Preise
- Österreichischer Inter.Kultur.Preis 1999
- Innovationspreis des Landes Oberösterreich 2004 für sein Projekt „Afrikanische Literatur für Weltoffenheit“
- Adler Award 2006 der African Youth Foundation als bester afrikanischer Autor in Europa
- Zehn besondere Bücher zum Andersentag 2011 für Soll ich einen Elefanten heiraten, fragte der Frosch
- White Ravens 2007
- Leserstimmen-Preis 2013
- Spurensuche-Preis 2019 für Sprich endlich mit mir, Esel!
- Friedrich-Böderker Literatur-Preis 2016